# Bengt Holmstrand
Bengt Holmstrand, född 16 mars 1939, är en svensk musiker och musikadministratör.
Holmstrand har varit studierektor vid Kungliga Musikhögskolan och var 1990–2001 Kungliga Musikaliska Akademiens ständige sekreterare.
Bengt Holmstrand tilldelades 2008 Medaljen för tonkonstens främjande för sina ytterst värdefulla insatser inom Kungliga Musikhögskolan och Musikaliska Akademien, allt under perioder av stor utveckling och förvandling.